# Exemplum
Exemplum, plural exempla, latin för exempel, är en teknisk term från den antika retoriken som betecknar en moralisk anekdot, antingen kortfattad eller omfattande, verklig eller fiktiv, som används för att illustrera en åsikt och som ofta utgör ett sedelärande exempel. Den sedelärande berättelsen har utvecklats till en litterär genre.
Termen användes redan av Aristoteles. Omkring 100 f.Kr. vidgas betydelsen till att även innefatta exempelfigurer. Romare som Cicero och Marcus Fabius Quintilianus menar att sådana inte enbart ska hämtas från historien utan även från myten och hjältelegenden. Valerius Maximus sammanställde verket Factorum ac dictorum memorabilium libri, ungefär "samling av minnesvärda dåd och ord", under Tiberius styre. Att använda viktiga figurer och händelser och smidigt kunna införliva dessa i sin egen poesi var fortfarande mycket viktigt i den medeltida poesin.
Genren är vanligt förekommande i äldre biografier där man förutom värderingar lägger in fakta som lyfter fram det man vill. Exempla kan användas både för att tala för eller tala emot någonting.
Exemplum kan även användas i vidare betydelse för all typ av resonemang som används som exempel.